# 韓曄 (唐朝)
韓曄（？—？），又作韓曅，唐朝政治人物。唐順宗時，參與王叔文領導的永貞改革，失敗後，成為被流放的二王八司馬之一。

## 生平
韩休之孙，韩洄之子，刘禹锡说韩晔“能承其家法而绍明之”。
顺宗永貞元年（805年），韓曄为司封郎中。帝師王叔文當政，開始進行永貞改革，廢除宮市、五坊小兒等弊政，整肅宦官兵權。同年八月，順宗被宦官俱文珍發動的政變逼退，號稱太上皇；唐憲宗李純即位，史稱永貞內禪，被贬为池州刺史，或謂贬太轻，改为饒州（今江西省上饒市）司馬。
後升汀州（今福建长汀）刺史，调任永州（今湖南永州）刺史，卒永州任上。

## 子孙
- 子：韓賓，亳州刺史
  - 孙：韓造
  - 孙：韓鄘，字正封，遂州刺史
    - 曾孙：韓飾

  - 孙：韓潁
  - 孙：韓郇
- 子：韓寧
  - 孙：韓據